# Саллі Джуелл
Сара Маргарет Роффе Джуелл (англ. Sarah Margaret Roffey Jewell; нар. 21 лютого 1956) — британська і американська бізнесвумен, 51-та міністр внутрішніх справ США, член Демократичної партії США. Друга жінка, що зайняла цю посаду (після Гейл Нортон). Колишня президент і головна виконавча директорка REI. Раніше працювала у нафтовій галузі та банківській сфері.

## Біографія
Джуелл народилася у Лондоні, у сім'ї Саллі Роффе, дочка Анни (до шлюбу Мерфі) і Пітера Роффе. Саллі переїхала до США у віці 4 років, коли її батько, анестезіолог, отримав стипендію Вашингтонського університету.
1973 року закінчила Renton High School, а 1978 року була нагороджена ступенем у галузі машинобудування Вашингтонського університету.
З 1978 року Джуелл працювала у нафтовій компанії «Mobil» на родовищах в Оклахомі, коли приєдналася до Rainier Bank.
Працювала у банківській сфері близько 20 років. 1996 року вона увійшла до складу ради REI, 2000 року була призначена головною операційною директоркою. 2005 році стала головною виконавчою директоркою (CEO).
Джуелл входила до рад Premera, Асоціації охорони національних парків і правління Вашингтонського університету.
2009 року Джуелл здобула премію Національного товариства імені Рейчел Карсон. Цю нагороду присуджують далекоглядним жінкам, чиї знання допомогли зробити вагомий внесок на місцевому та національному рівнях.
2006 року Джуелл назвали генеральним директором року за версією видання «Puget Sound Business Journal».
6 лютого 2013 Барак Обама номінував Джуелл на посаду міністра внутрішніх справ США. Комітет Сенату США з енергетики та природних ресурсів схвалив її кандидатуру 21 березня.
10 квітня 2013 Сенат затвердив Джуелл на посаді міністра внутрішніх справ.

## Особисте життя
Джуелл одружена, у неї є двоє дорослих дітей, які проживають у Сіетлі.
У вільний час Джуел захоплюється сноубордом і каякінгом. Вона також піднялася на Масив Вінсон, найвищу гору в Антарктиді.